# RFA One
RFA One est un lanceur spatial léger en cours de développement par la société bavaroise Rocket Factory Augsburg (RFA). Il est destiné à placer petits et très petits satellites sur des orbites basses (1200 kg) et des orbites héliosynchrones (1200 kg). Un premier vol opérationnel est prévu pour 2024.

## Historique

### Création de RFA
Rocket Factory Augsburg a été fondée en 2018,. L'investisseur stratégique est l'entreprise l'aérospatiale bavaroise OHB , l'investisseur financier est Apollo Capital Partners GmbH basé à Munich, dont Hans Steiniger (directeur général de MT Aerospace) est Managing Partner. Rocket Factory Augsburg a son siège à Augsbourg. En août 2021, Rocket Factory Augsburg comptait environ cent employés.

### Financement des micro-lanceurs par l'agence spatiale allemande
L'agence spatiale allemande DLR décide en juillet 2020 de financer à hauteur de 0,5 million d'euros trois sociétés allemandes développant des micro-lanceurs. Celles-ci devront réaliser deux vols entre 2022 et 2023 pour bénéficier des 25 millions d'euros que la DLR compte finalement investir dans ces sociétés. La DLR compte sélectionner un gagnant en 2021 et un deuxième gagnant en 2022. Trois entreprises ont été sélectionnées : RFA qui développe la fusée RFA One, HyImpulse Technologies, une société résultant d'un essaimage de l'Institut de propulsion spatiale de la DLR, qui développe SL1, un lanceur utilisant une propulsion hybride capable de placer 500 kg en orbite basse, et Isar Aerospace qui développe le lanceur Spectrum capable de placer une tonne en orbite basse. Les trois lanceurs doivent utiliser les installations scandinaves d'Andoya et d'Esrange pour la mise au point de leurs lanceurs mais le site de lancement des vols orbitaux reste à définir. Mais c'est le lanceur Spectrum qui est sélectionné par la DLR et qui reçoit la subvention de l'Agence spatiale européenne d'un montant de 11  millions euros.

### Impact de l'invasion de l'Ukraine par la Russie
L'invasion de l'Ukraine par la Russie fin février 2022 pourrait contribuer au ralentissement du développement car celui-ci est dépendant de technologies détenues par le fabricant ukrainien Ioujmach installé à Dnipro en pleine zone de conflit.

### Situation et perspectives financières (janvier 2023)
Début 2023, la situation financière du constructeur du lanceur RFA One est délicate car il n'a à cette date collecté que 41 millions d'euros de fonds (dont plus de 20 millions sous forme de prêt) qu'il consomme à grande vitesse compte tenu de la taille atteinte par l'entreprise, sans pour l'instant disposer de rentrées financières significatives. Fin 2022, la société RFA a des accords de lancement avec 13 clients différents. Le modèle économique du constructeur de la fusée repose sur la commercialisation annuelle de 50 lancements avec un prix de vente de 2300 euros par kilogramme placé en orbite.

### Version RFA One Max
RFA développe en parallèle une version plus puissante de son lanceur baptisée RFA One Max capable de placer en orbite 1900 kilogrammes et qui vient directement concurrencer le lanceur Vega de l'Agence spatiale européenne.

## Caractéristiques techniques
Le lanceur se présente comme une fusée classique à décollage vertical, comportant deux étages et offrant une capacité d’emport de charge utile de 1 600 kg en orbite basse, 1200 kg en  orbite polaire de 700 km et 450 kg en orbite de transfert géostationnaire. Le lanceur est haut de 30 mètres pour un diamètre de 2 mètres. La structure du lanceur est en acier inoxydable.
Le premier étage est propulsé par neuf moteurs-fusées Helix, devant fournir l’équivalent de 500 000 ch (367 750 kW) pour une poussée de 100 kN. Les ergols employés sont un mélange d’hydrocarbures et d’oxygène liquide. Le moteur fonctionne sur le principe de combustion étagée, ce qui en fait l'un des moteurs de fusée les plus efficaces. Cette technologie de moteur n'a encore jamais été développée en Europe. Les composants du moteur sont fabriqués par Rocket Factory Augsburg et s’appuie sur des techniques de fabrication additives par impression 3D, notamment en ce qui concerne les corps des turbopompes, les chambres de combustion et les injecteurs. Le deuxième étage est propulsé par un unique moteur-fusée Helix dont la tuyère est optimisée pour fonctionner dans le vide.

## Historique du développement
La turbopompe est développée en interne par Rocket Factory Augsburg elle-même. Les réservoirs de l'étage supérieur du lanceur RFA One ont été construits et testés avec succès en septembre 2020. Les différents composants du moteur Helix sont testés au cours de l'année 2021. En juillet 2021 le moteur-fusée complet est testé en banc d'essais durant 74 secondes en trois séquences dont la plus longue dure 40 secondes. Le second étage est livré pour des tests sur banc d'essais en novembre 2022.
En août 2024, les deuxième et troisième étages du lanceurs sont testés avec succès et le premier étage poursuit ses essais d'abord avec quatre de ses neuf moteurs. Le lanceur doit alors pouvoir être lancé avant la fin de l'année. Cependant, lors d'un tir statique le 19 août, cet étage explose.

## Lancements prévus
Le premier vol commercial de RFA One était en août 2022 prévu fin 2023 mais cela est retardé. Le vol inaugural doit décoller de  la base de lancement de SaxaVord en Écosse. Actuellement, la compagnie poursuit une démarche de sélection de sites de lancement appropriés, notamment un site de lancement en mer du Nord ainsi que Santa Maria, une île de l’archipel des Açores au Portugal sont en cours de discussion. 
En février 2022, l'entreprise a conclu une entente avec Southern Launch afin de réaliser des lancements en orbite polaire et héliosynchrone depuis leur site de lancement nommé Whalers Way Orbital Launch Complex (en), situé dans le sud de l'Australie.

## Comparaison avec les autres lanceurs légers européens développés durant la décennie 2020
| Lanceur                                         | Prime                                     | RFA One                    | Spectrum                  | Skyrora XL                      | SL1                         | Miura 5                    | Zéphyr                     | Maia                                               |
| ----------------------------------------------- | ----------------------------------------- | -------------------------- | ------------------------- | ------------------------------- | --------------------------- | -------------------------- | -------------------------- | -------------------------------------------------- |
| Constructeur                                    | Orbex                                     | RFA                        | Isar Aerospace            | Skyrora                         | HyImpulse                   | PLD Space                  | Latitude                   | MaiaSpace                                          |
| Dimensions Hauteur x diamètre                   | 19 x 1,3 m                                | 30 x 2 m                   | 27 x 2 m                  | 22,7 x 2,2 m                    | 27 x 2,2 m                  | 34 x 1,8 m                 | 19 x 1,2 m                 | ?                                                  |
| Étages                                          | 2                                         | 3                          | 2                         | 3                               | 3                           | 2                          | 2                          | 2 (3ème optionnel)                                 |
| Masse                                           | 18 t                                      |                            |                           | 55,8 t                          | 48 t                        |                            |                            | ?                                                  |
| Propulsion (1er étage) Poussée unitaire         | 6 ? ? kN                                  | 9 x Helix 100 kN           | 9 Aquila 75 kN            | 9 Skyforce 80 kN                | 8 x 75 kN                   | 5 Terrel-C 105 kN          | 7 Navier 45 kN             | 3 Prometheus x kN                                  |
| Ergols                                          | propane x oxygène liquide                 | kérosène x oxygène liquide | propane x oxygène liquide | kérosène x peroxyde d'hydrogène | oxygène liquide x Paraffine | kérosène x oxygène liquide | kérosène x oxygène liquide | Méthane x Oxygène liquide                          |
| Charge utile orbite héliosynchrone Orbite basse | 150 kg (500 km)                           | 1 200 kg (700 km)          | 1 000 kg (700 km)         | 315 kg (500 km)                 | 400 kg (500 km) 500 kg      | 300 kg (? km)              | 70 kg (600 km) 200 kg      | 500 kg SSO (Récupérable) 1500 kg SSO (Consommable) |
| Autre caractéristique                           | Structure allégée de 30 % /ratio standard | Moteur à combustion étagée |                           |                                 | Propulsion hybride          | 1er étage récupérable      |                            | 1ère étage récupérable en option                   |
| Base de lancement principale                    | SaxaVord                                  | SaxaVord                   | Andoya                    | SaxaVord                        | Kourou                      | Kourou                     | SaxaVord                   | Kourou                                             |
| Premier vol (prévision)                         | 2025                                      | 2025                       | 2025                      | 2025                            | 2025                        | 2026                       | 2025                       | 2026 (Consommable) 2027 (Récupérable)              |